# Björkekinds och Östkinds tingslag
Björkekinds och Östkinds tingslag var ett tingslag Östergötlands län och i Björkekinds, Östkinds, Lösings, Bråbo och Memmings domsaga. Tingslaget bildades 1874 av Björkekinds tingslag och Östkinds tingslag. Tingslaget upplöstes 1 januari 1904 då tingslaget uppgick i Björkekinds, Östkinds, Lösings, Bråbo och Memmings domsagas tingslag

## Ingående områden
Tingslaget omfattade Östkinds härad och Björkekinds härad.